# برج مرکز جهانی
برج مرکز جهانی (به لاتین: World Capital Tower) یک آسمان‌خراش در اندونزی است که در جاکارتا واقع شده‌است.